# Aurea Rodríguez
Áurea Rodríguez o María Áurea Rodríguez Rodríguez, (Muntián, Cartelle, 16 de noviembre de 1897) fue una gaitera gallega, la primera documentada en la historia.

## Biografía
Era la mayor de los seis hijos del matrimonio José Rodríguez y Hermelinda Rodríguez. Sus hermanos eran Castor, Felisindo, Manuel, Eliseo y Benigno. Comenzó a tocar la gaita hacia 1907, a la edad de diez años.
Tras la muerte de su padre en 1910, necesitaban un sustento económico para ella y sus hermanos. Así, formó  el grupo Os Maravillas junto a Castor, Felisindo, Manuel y Eliseo. El nombre de la agrupación hacía referencia a la parroquia de donde son originarios, As Marabillas, en el municipio de Cartelle en la provincia gallega de Orense. El grupo se hizo conocido en Muntián, en Cartelle y luego en Orense, hasta alcanzar un enorme éxito en toda la geografía gallega durante los años veinte.
Os Maravillas llamaba la atención del público porque la primera gaita era interpretada por una gaitera.Por aquél entonces, el término gaiteira tenía un sentido peyorativo, sin embargo, Áurea Rodríguez contribuyó al cambio de significado sirvió como inspiración a otras mujeres, ocupando los roles de primera gaitera, directora y luego representante del grupo.
La prensa hizo críticas positivas sobre el grupo, pero quien recibía los comentarios más elogiosos era Áurea Rodríguez.
En 1926 el quinteto se convierte en cuarteto, debido a que Felisindo -quien estaba a cargo del requinto- abandona Os Maravillas.
En 1929 las giras del grupo traspasaron las fronteras de Galicia, actuaron en Madrid, que coronó a Aurea como "La reina de la Gaita Galicia", y en Argentina, en donde se presentaron en numerosos escenarios porteños. Al regreso de su estadía en Buenos Aires, Eliseo abandona el cuarteto y se instala en La Coruña. provocando la disulución del grupo en 1930. Sin embargo, Castor, Benigno y Áurea crean un nuevo grupo, Os Menores, y emigran a Argentina.
Luego de esta época, no hay registro de su vida ni su actividad musical. La última noticia sobre Áurea es de una actuación que tuvo lugar en Venezuela en 1945.
|                                                  |
| Formación original de Os Maravillas de Cartelle. |

|                        |
| Os Maravillas en 1927. |

|                                                |
| Áurea Rodríguez tocando con una banda gallega. |